# Dijada
Dijada je društvena grupa s dva člana. Ljubavna veza, brak ili blisko prijateljstvo primjeri su dijada.
Dijada je krhkija i nestabilnija od grupa s više članova jer je nužno da oba člana aktivno sudjeluju u interakciji. Ako jedan odustane, dijada se raspada.
Dijadični odnos je odnos među dvjema osobama u koji se uključuju misli, osjećaji, percepcije, očekivanja i reakcije. Prema Heideru (jedan od prvih kognitivnih psihologa koji je pokazao zanimanje za način kako osobe percipiraju druge u tijeku interakcije, autor je djela Psihologija interpersonalnih odnosa, 1958.), ljudi traže inaformacije koje će im pomoći da shvate razloge zbog kojih drugi djeluju kako djeluju. Ljudi se prema njegovu sudu ponašaju kao "naivni psiholozi", skupljajući obavijesti o drugima i pripisujući ili atribuirajući uzroke njihovim ponašanjima. Ta je perspektiva postala poznata pod nazivom Teorija atribucije.